# Whatcha Think About That
Singles de Pussycat Dolls
When I Grow Up
(2008) I Hate This Part
(2008)
Whatcha Think About That est une chanson des Pussycat Dolls feat. Missy Elliot.

## Track listing
US CD Promo

(Sorti: 2008)
1. « Whatcha Think About That » (feat. Missy Elliott) - 3:48
2. « Whatcha Think About That » (Instrumental) - 3:47
3. « Whatcha Think About That (Darkchild Remix) » (featuring Missy Elliott) - 3:51
4. « Whatcha Think About That (Darkchild Remix) » (Instrumental) - 3:50
5. « Whatcha Think About That » (feat. Missy Elliott) (a cappella) - 3:48

US iTunes Release
1. « Whatcha Think About That » (Urban Club Remix) - 3:48
2. « Whatcha Think About That » (Ron Fizzle Mix) - 3:33